# بيتروس
بيتروس (بالسويدية: Petrus)‏ هو قسيس سويدي، ولد في القرن الثاني عشر، وتوفي في 18 سبتمبر 1197.